# Abraham de Vries

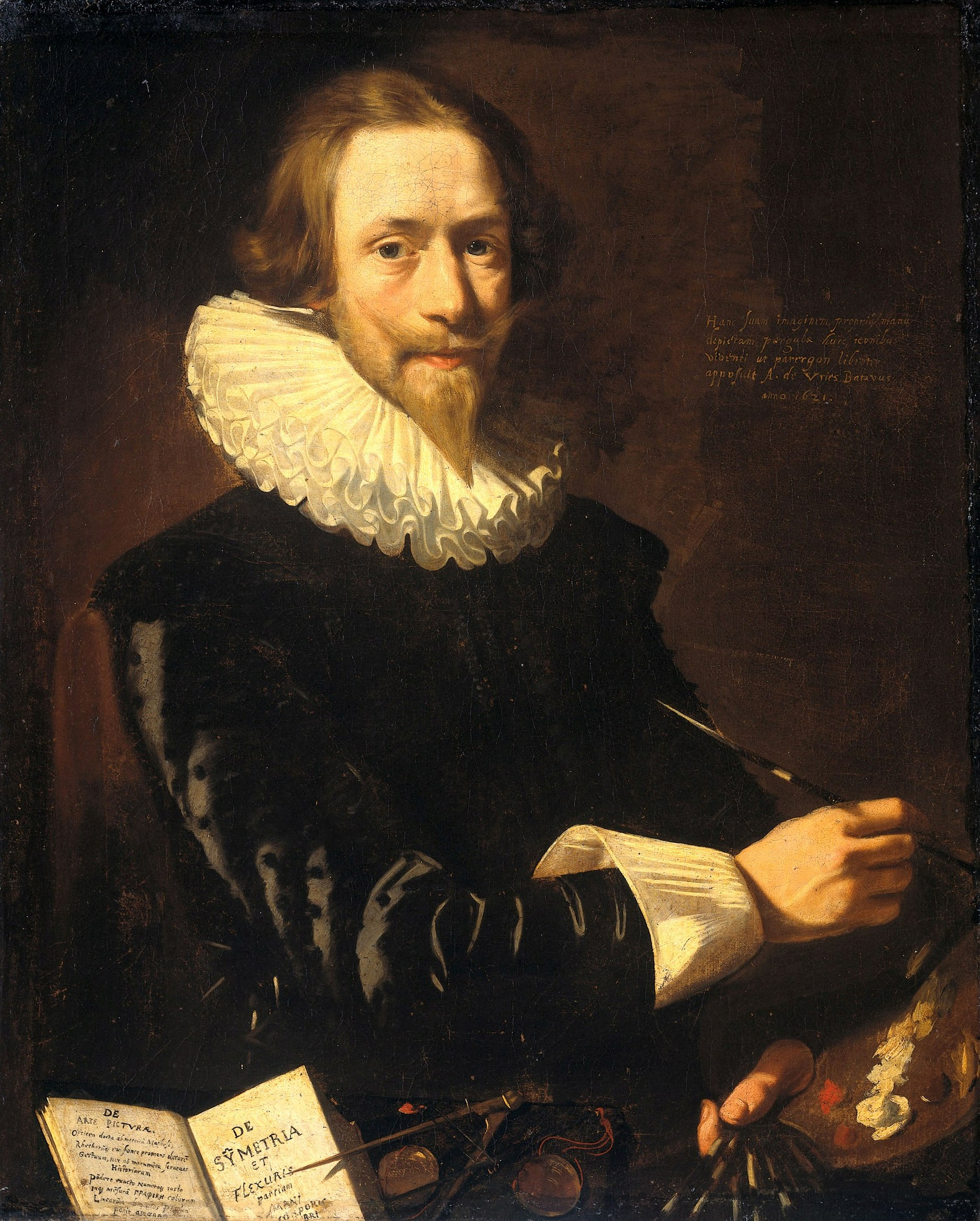
Selbstporträt, 1621

Abraham de Vries (* um 1600 in Rotterdam; † 1650 oder 1662 in Den Haag) war ein niederländischer Maler und Zeichner. Er war einer der führenden Porträtisten seiner Zeit. Da er einen peripatetischen Lebensstil führte und in Frankreich, Antwerpen und der Niederländischen Republik arbeitete, sind seine stilistischen Qualitäten schwer zu bestimmen.

## Leben
Über das frühe Leben und die Ausbildung von Abraham de Vries ist wenig bekannt. Man geht heute allgemein davon aus, dass der Künstler in Den Haag geboren wurde, denn als er 1644 der Lukasgilde von Den Haag beitrat, bezahlte er die Honorare eines einheimischen Sohnes der Stadt. In der Vergangenheit glaubte man fälschlicherweise, er sei in Rotterdam geboren worden. Möglicherweise reiste er bereits 1613 nach Frankreich, wenn das Datum auf einer in Lyon angefertigten Landschaftszeichnung aus diesem Jahr korrekt ist. 1617 war der Künstler in der Rotterdamer Kirchenverwaltung registriert.

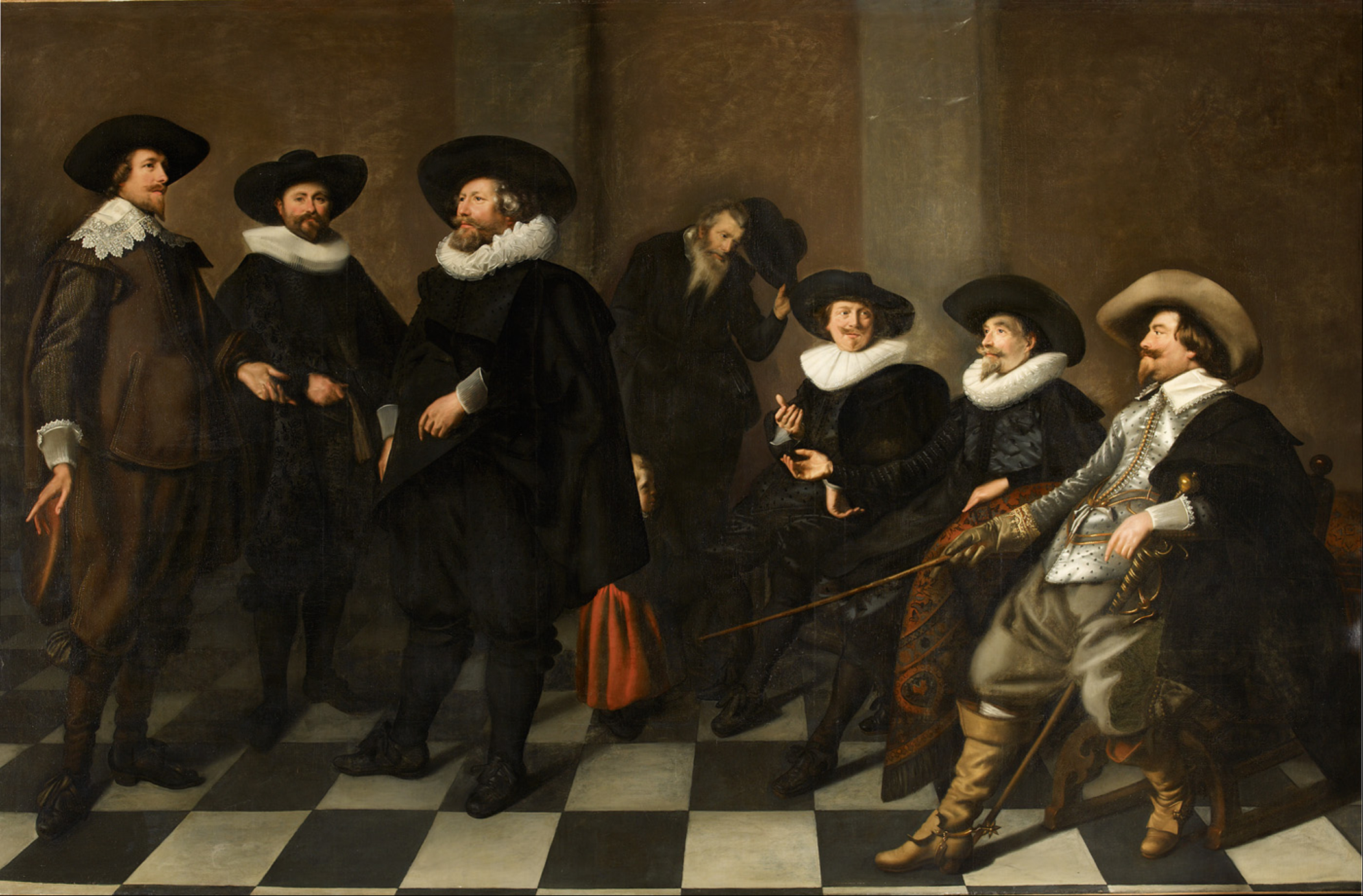
Die Regenten des städtischen Waisenhauses von Amsterdam

De Vries reiste in den 1620er Jahren nach Südfrankreich (und möglicherweise Italien). Während seiner Residenzzeit in Aix-en-Provence um 1623–1624 war er Lehrer des flämischen Künstlers Jan Cossiers, der von seiner Heimatstadt Antwerpen nach Südfrankreich gereist war. De Vries hielt sich auch in Toulouse, Montpellier (1625), Bordeaux (1626) und Paris (1627–1628) auf. Während seines Aufenthalts in Frankreich lernte er den prominenten französischen Wissenschaftler und Humanisten Nicolas-Claude Fabri de Peiresc kennen, der ein enger Freund von Rubens war. De Vries lernte Rubens 1629 bei einem Aufenthalt in Paris persönlich kennen.

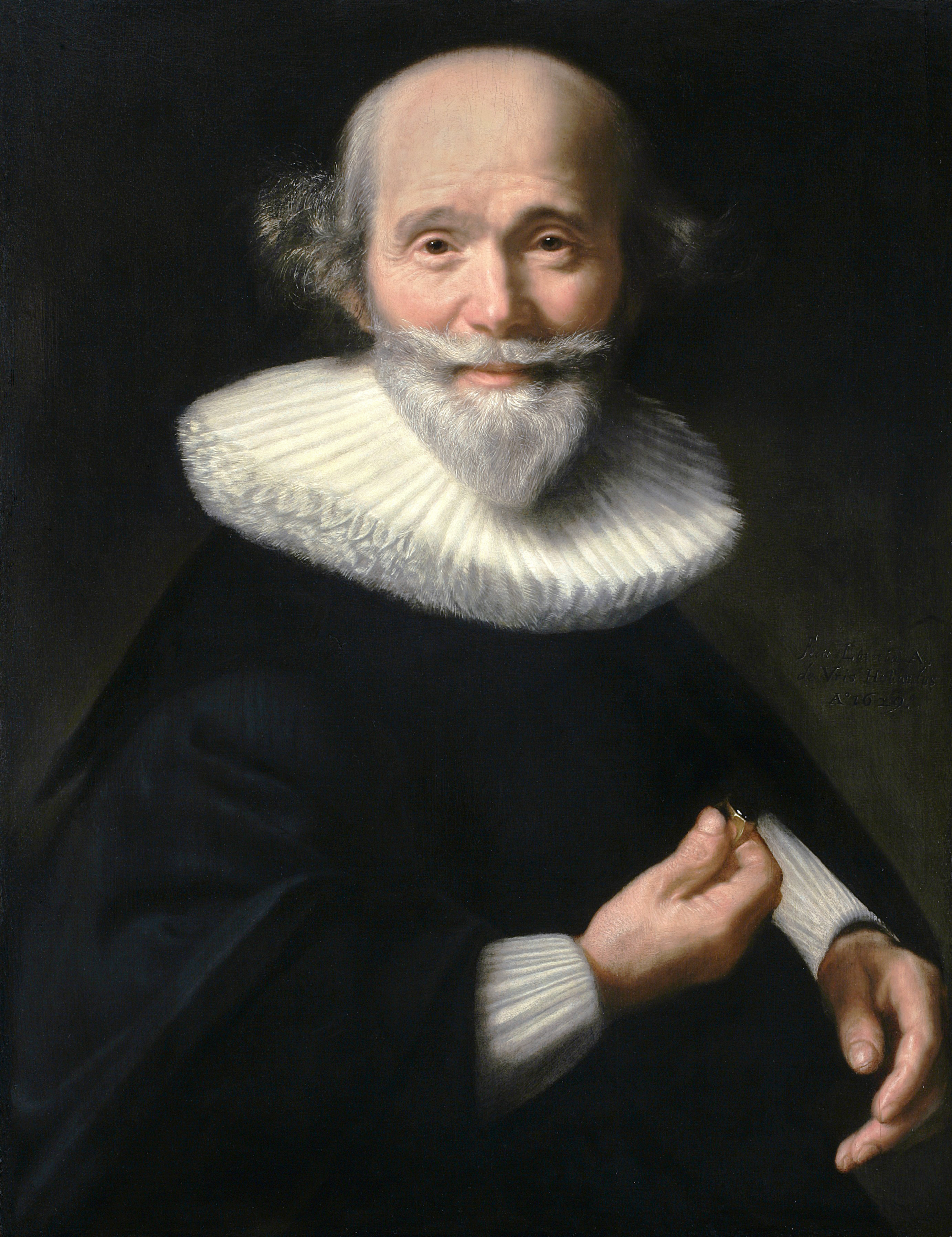
Porträt eines Mannes, der einen Ring hält, 1629

Nach seiner Rückkehr in die Niederlande unternahm er später mehrere Reisen nach Paris und Antwerpen. Im Jahre 1628 war er in Antwerpen aktiv, und erneut im Jahre 1634, da er im Juli 1634 als Meister in die örtliche Lukasgilde aufgenommen wurde. Kardinal-Infanten Ferdinand, der Gouverneur der Spanischen Niederlande, sah bei seinem Besuch in Antwerpen am 20. April 1635 ein von de Vries gemahltes Porträt. Dies führte zu einer Einladung, in der Brüsseler Hofstadt zu arbeiten, wo sein Werk als dem von Anthony van Dyck überlegen angesehen wurde. Er befand sich 1636 in Brüssel, wie eine Inschrift auf einem Porträt bezeugt, die besagt, dass es in Brüssel angefertigt wurde.
In den Jahren 1639–1640 gibt es Unterlagen, die de Vries’ Anwesenheit in Rotterdam belegen. Seine Anwesenheit ab 1643 in Den Haag is belegt und 1644 wurde er Mitglied der Lukasgilde von Den Haag. Sein Testament machte er 1648 in Den Haag. Verschiedene Quellen weisen darauf hin, dass de Vries entweder 1649 oder 1650 in Den Haag starb.

## Werke
Abraham de Vries ist vor allem für seine Porträts bekannt, obwohl er angeblich auch einige Landschaften schuf. Ein Beispiel für seine Landschaften ist eine frühe Gebirgslandschaft mit einer Holzbrücke (1613, Prentenkabinet, Rijksmuseum, Amsterdam), eine Zeichnung, die wahrscheinlich während eines Aufenthalts in Lyon in Frankreich entstand.

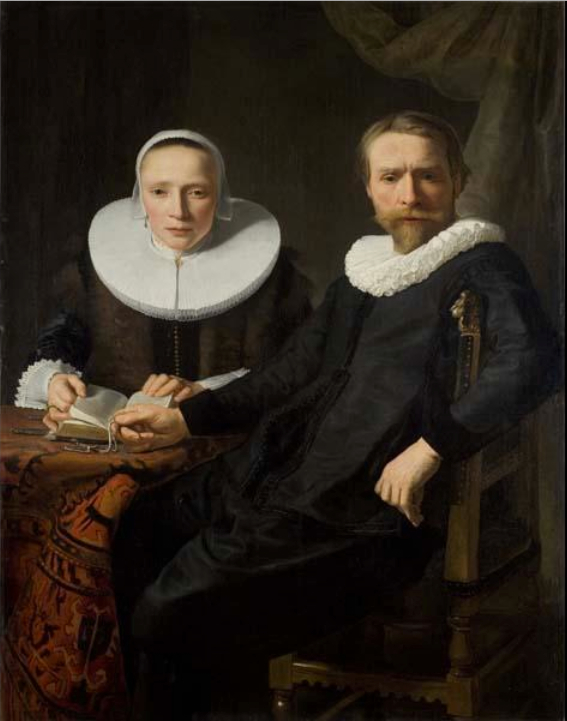
Doppelporträt

Seine frühen Werke erinnern an die Werke zeitgenössischer Künstler in Amsterdam und Den Haag wie Thomas de Keyser und Jan van Ravesteyn. In seinem Selbstporträt von 1621 stellt sich der Künstler als gelehrter Maler dar. In den späten 1620er bis 1630er Jahren ist in seinen Porträts deutlich ein flämischer Einfluss zu erkennen, wie das Porträt von Simon de Vos von 1634 (Maagdenhuismuseum, Antwerpen) zeigt. Dieses Porträt des Antwerpener Malers Simon de Vos zeigt eine Dynamik, die der in den Porträts van Dycks ähnelt. Eine ähnliche flämische Lebhaftigkeit zeigt sich in seinem Porträt eines Mannes, der einen Ring hält, von 1629 (Musée du Petit Palais, Avignon). Die texturierte Beschreibung der Haut und die weiche Bearbeitung der Haare ab Mitte der 1630er Jahre zeigen den Einfluss der Antwerpener Porträtmaler dieser Zeit. Die Kombination niederländischer und flämischer Charakteristika in seinen Porträts ist nicht unähnlich dem, was in den Werken von in Den Haag arbeitenden Künstlern wie Adriaen Hanneman zu beobachten ist.
In den 1640er Jahren war die Amsterdamer Kunstszene in den Bann von Rembrandts Porträtkunst geraten. Rembrandts Porträts betonten den Charakter und die Persönlichkeit seiner Porträtierten eher durch ihre Physiognomie als durch Symbole und Ikonographie. Auch Abraham de Vries konnte sich dem Einfluss dieses neuen Malstils auf seine Porträts nicht entziehen. Der Einfluss war so stark, dass sein Porträt eines holländischen Herrn (1647, National Gallery of Victoria, Melbourne) eine Zeitlang fälschlicherweise Rembrandt zugeschrieben wurde.

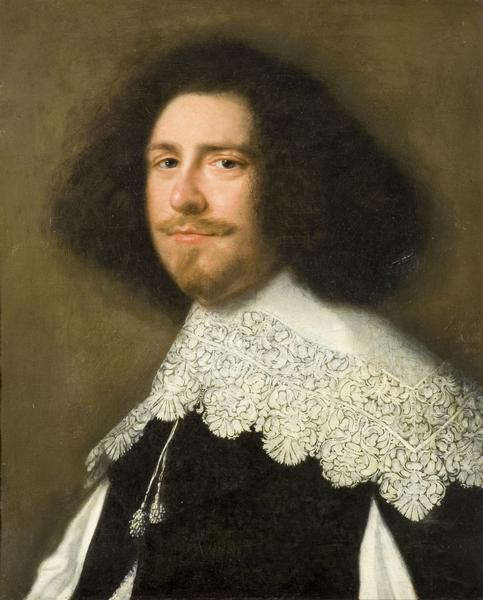
Porträt eines Herrn

Abraham de Vries malte auch so genannte „Regenten-Gruppenporträts“, d. h. Gruppenporträts der Mitglieder (Regenten oder Regentinnen genannt) des Kuratoriums einer gemeinnützigen Organisation oder Zunft. Ein Beispiel für seine Beiträge zu diesem Genre an diese Gattung, die in der niederländischen Malerei des 17. Jahrhunderts sehr beliebt war, sind seine Die Regenten des städtischen Waisenhauses von Amsterdam (1633, Museum Amsterdam). Auf dem Gruppenbild sind die Regenten abgebildet, die in den Jahren 1630–1634 für die große Renovierung des Waisenhauses von Amsterdam verantwortlich waren. Die Anordnung der Komposition ist sehr originell: de Vries teilte die Regenten in zwei Gruppen auf: eine Gruppe auf der linken Seite besteht aus stehenden Figuren, die andere auf der rechten Seite aus sitzenden Figuren. Im Hintergrund in der Mitte der Komposition führt ein Mitarbeiter des Waisenhauses ein kleines Waisenmädchen in den Raum und verbindet so die beiden Gruppen. Abraham de Vries dürfte der erste Künstler gewesen sein, der in einem Regenten-Gruppenporträt ein Kind als „Attribut“ eingeführt hat. Das Porträt der Regenten befindet sich noch heute „in situ“ an der Wand, für die es im Regentenzimmer des Waisenhauses entworfen wurde.
Im Porträt eines Herrn (1630–1640, Kunstgalerie Beecroft) verwendete de Vries eine einzigartige Technik, um den breiten Spitzenkragen des Dargestellten wiederzugeben: er trug die Farbe mit dem Daumen auf. Bei näherer Betrachtung sind seine Daumenabdrücke noch in der Farbe sichtbar.  Er malte mehrere Hochzeitsporträts, auf denen sich der Mann links und die Frau rechts befindet, was für die damalige Zeit ungewöhnlich war.